# Araneus pratensis
Araneus pratensis es una especie de araña del género Araneus, tribu Araneini, familia Araneidae. Fue descrita científicamente por Emerton en 1884.
Se distribuye por Canadá, Estados Unidos y Kirguistán. La especie se mantiene activa durante todos los meses del año excepto en febrero.